# Atlanta (California)
Atlanta es un área no incorporada ubicada en el condado de San Joaquín en el estado estadounidense de California. Atlanta se encuentra ubicada a lo largo de la carretera East French Camp Road, dentro de los límites de Ripon, justo al norte de la Ruta Estatal de California 120.

## Geografía
Atlanta se encuentra ubicada en las coordenadas 37°48′N 121°7′O / 37.800, -121.117.